# Prva slovenska nogometna liga 2015-2016
La Prva slovenska nogometna liga 2015-2016 (in lingua italiana: Primo campionato calcistico sloveno 2015-2016), detta anche Prva liga Telekom Slovenije 2015-2016 per motivi di sponsorizzazione, abbreviata in 1. SNL 2015-2016, è stata la venticinquesima edizione della massima serie del campionato di calcio sloveno, disputata tra il 17 luglio 2015 e il 2 giugno 2016 e conclusa con la vittoria dell'Olimpia Lubiana, al suo primo titolo.
Capicannonieri del torneo furono Rok Kronaveter, Jean-Philippe Mendy e Andraž Šporar.
Nel ranking UEFA 2015-16, la 1. SNL si piazzò al 42º posto (30º nel quinquennale 2011-2016).

## Stagione

### Novità
Al termine della stagione precedente il Radomlje, ultimo classificato, è stato retrocesso in 2. SNL. È stato promosso in 1. SNL il Krško, classificatosi al primo posto in 2. SNL 2014-2015.

### Formula
Le squadre partecipanti sono dieci e disputano un doppio girone di andata e ritorno per un totale di 36 partite.

La squadra campione di Slovenia è ammessa al secondo turno di qualificazione della UEFA Champions League 2016-2017.

Le squadre classificate al secondo e terzo posto, così come la vincitrice della coppa nazionale, sono ammesse al primo turno di qualificazione della UEFA Europa League 2016-2017.

La penultima classificata disputa uno spareggio promozione-retrocessione contro la seconda classificata della 2. SNL mentre l'ultima classificata retrocede direttamente in 2. SNL.

## Squadre partecipanti
| Club            | Città       | Stadio                      | Stagione 2014-2015   |
| --------------- | ----------- | --------------------------- | -------------------- |
| Celje           | Celje       | Arena Petrol                | 2º posto in 1. SNL   |
| Domžale         | Domžale     | Domžale Sports Park         | 3º posto in 1. SNL   |
| Gorica          | Nova Gorica | Športni Park                | 9º posto in 1. SNL   |
| Koper           | Capodistria | Bonifika                    | 8º posto in 1. SNL   |
| Krka            | Novo Mesto  | Portoval                    | 7º posto in 1. SNL   |
| Krško           | Krško       | Matije Gubca                | 1º posto in 2. SNL   |
| Maribor         | Maribor     | Ljudski vrt                 | Campione di Slovenia |
| Olimpia Lubiana | Lubiana     | Stadio Stožice              | 4º posto in 1. SNL   |
| Rudar Velenje   | Velenje     | Stadio municipale Ob Jezeru | 6º posto in 1. SNL   |
| Zavrč           | Zavrč       | Sports Park                 | 5º posto in 1. SNL   |

## Classifica
Fonte: sito ufficiale
|                     | Pos. | Squadra         | Pt | G  | V  | N  | P  | GF | GS | DR  |
| ------------------- | ---- | --------------- | -- | -- | -- | -- | -- | -- | -- | --- |
| Slovenia (bandiera) | 1.   | Olimpia Lubiana | 74 | 36 | 22 | 8  | 6  | 75 | 25 | +50 |
|                     | 2.   | Maribor         | 68 | 36 | 19 | 11 | 6  | 78 | 37 | +41 |
|                     | 3.   | Domžale         | 55 | 36 | 14 | 13 | 9  | 46 | 31 | +15 |
|                     | 4.   | Gorica          | 52 | 36 | 15 | 7  | 14 | 48 | 49 | -1  |
|                     | 5.   | Celje           | 45 | 36 | 11 | 12 | 13 | 32 | 46 | -14 |
|                     | 6.   | Krško           | 41 | 36 | 10 | 11 | 15 | 24 | 48 | -24 |
|                     | 7.   | Rudar Velenje   | 41 | 36 | 11 | 8  | 17 | 34 | 52 | -18 |
|                     | 8.   | Koper           | 40 | 36 | 11 | 7  | 18 | 40 | 54 | -14 |
|                     | 9.   | Zavrč           | 40 | 36 | 9  | 13 | 14 | 32 | 41 | -9  |
|                     | 10.  | Krka            | 34 | 36 | 8  | 10 | 18 | 30 | 56 | -26 |

Legenda:
      Campione di Slovenia e ammessa alla UEFA Champions League 2016-2017
      Ammesse alla UEFA Europa League 2016-2017
 Ammessa allo spareggio promozione-retrocessione
      Retrocessa in 2. SNL 2016-2017
Note:
Tre punti a vittoria, uno a pareggio, zero a sconfitta.
La classifica viene stilata secondo i seguenti criteri:
- Punti conquistati
- Punti conquistati negli scontri diretti
- Differenza reti negli scontri diretti
- Reti realizzate negli scontri diretti
- Differenza reti generale
- Reti totali realizzate

## Risultati

### Tabellone

#### Prima fase
|                 | Cel  | Dom  | Gor  | Kop  | Krka | Krš  | Mar  | Oli  | Rud  | Zav  |
| --------------- | ---- | ---- | ---- | ---- | ---- | ---- | ---- | ---- | ---- | ---- |
| Celje           | –––– | 0-3  | 2-3  | 1-1  | 1-1  | 0-0  | 1-3  | 0-4  | 1-0  | 2-1  |
| Domžale         | 2-2  | –––– | 2-3  | 1-0  | 3-0  | 2-0  | 0-1  | 1-1  | 0-2  | 0-1  |
| Gorica          | 1-1  | 0-1  | –––– | 1-2  | 2-0  | 3-1  | 1-4  | 0-3  | 2-1  | 3-0  |
| Koper           | 1-1  | 2-3  | 1-3  | –––– | 0-0  | 4-0  | 2-1  | 1-2  | 1-1  | 3-1  |
| Krka            | 1-0  | 0-4  | 1-2  | 2-4  | –––– | 2-0  | 0-2  | 1-3  | 0-0  | 1-1  |
| Krško           | 1-0  | 1-1  | 1-0  | 1-0  | 0-0  | –––– | 1-3  | 0-2  | 0-0  | 0-1  |
| Maribor         | 1-0  | 1-1  | 4-2  | 4-0  | 2-2  | 4-1  | –––– | 0-3  | 7-1  | 1-1  |
| Olimpia Lubiana | 6-0  | 0-2  | 4-1  | 4-1  | 3-1  | 5-0  | 2-2  | –––– | 5-0  | 0-2  |
| Rudar Velenje   | 4-0  | 0-0  | 1-0  | 1-0  | 0-1  | 1-1  | 0-0  | 1-3  | –––– | 1-3  |
| Zavrč           | 0-1  | 0-0  | 1-2  | 1-0  | 0-1  | 1-1  | 2-1  | 0-0  | 3-2  | –––– |

#### Seconda fase
|                 | Cel  | Dom  | Gor  | Kop  | Krka | Krš  | Mar  | Oli  | Rud  | Zav  |
| --------------- | ---- | ---- | ---- | ---- | ---- | ---- | ---- | ---- | ---- | ---- |
| Celje           | –––– | 1-2  | 2-2  | 3-0  | 1-0  | 0-1  | 0-0  | 1-3  | 1-0  | 0-0  |
| Domžale         | 0-3  | –––– | 1-1  | 1-1  | 1-1  | 2-3  | 0-0  | 0-1  | 4-0  | 0-0  |
| Gorica          | 1-2  | 0-2  | –––– | 0-1  | 1-0  | 1-0  | 0-2  | 1-1  | 1-0  | 2-2  |
| Koper           | 1-2  | 0-2  | 1-1  | –––– | 2-3  | 0-1  | 0-5  | 1-2  | 0-1  | 1-0  |
| Krka            | 1-1  | 3-1  | 1-0  | 0-1  | –––– | 0-0  | 1-3  | 0-2  | 1-5  | 2-0  |
| Krško           | 0-0  | 0-0  | 0-2  | 0-1  | 3-0  | –––– | 0-3  | 2-1  | 1-1  | 0-1  |
| Maribor         | 0-1  | 2-1  | 2-3  | 2-2  | 2-1  | 6-0  | –––– | 0-0  | 2-3  | 3-3  |
| Olimpia Lubiana | 0-0  | 0-0  | 0-2  | 2-0  | 3-0  | 0-1  | 1-2  | –––– | 5-0  | 1-1  |
| Rudar Velenje   | 2-0  | 1-2  | 1-0  | 0-2  | 1-1  | 0-1  | 0-3  | 0-1  | –––– | 1-0  |
| Zavrč           | 0-1  | 0-1  | 1-1  | 1-3  | 2-1  | 1-1  | 0-0  | 1-2  | 0-2  | –––– |

## Spareggio promozione-retrocessione
Lo spareggio si è giocato tra la 9ª classificata in 1. SNL (Zavrč) e la 2ª classificata in 2. SNL (Aluminij). Lo Zavrč ha superato l'Aluminij nel doppio scontro ma, per problemi finanziari, non ha ottenuto la licenza per disputare il successivo campionato di massima serie, consentendo di fatto all'Aluminij la promozione in Prva liga.
|          | Risultati |          | Luogo e data             |  |
| -------- | --------- | -------- | ------------------------ |  |
| Zavrč    | 3 - 2     | Aluminij | Zavrč, 29 maggio 2016    |  |
| Aluminij | 1 - 1     | Zavrč    | Kidričevo, 2 giugno 2016 |  |

## Statistiche

### Classifica marcatori
Fonte: sito ufficiale
| Gol |  |  | Giocatore           | Squadra         |
| --- |  |  | ------------------- | --------------- |
| 17  |  |  | Rok Kronaveter      | Olimpia Lubiana |
| 17  |  |  | Jean-Philippe Mendy | Maribor         |
| 17  |  |  | Andraž Šporar       | Olimpia Lubiana |
| 15  |  |  | Blessing Eleke      | Gorica          |
| 13  |  |  | Gregor Bajde        | Maribor         |
| 12  |  |  | Marcos Tavares      | Maribor         |
| 11  |  |  | Antonio Mance       | Domžale         |
| 10  |  |  | Agim Ibraimi        | Maribor         |
| 8   |  |  | Matic Črnic         | Domžale         |
| 8   |  |  | Ezekiel Henty       | Olimpia Lubiana |
| 8   |  |  | Jaka Štromajer      | Koper           |
| 7   |  |  | Mate Eterović       | Rudar Velenje   |
| 7   |  |  | Josip Fuček         | Krka            |
| 6   |  |  | Veliko Batrović     | Zavrč           |
| 6   |  |  | Miran Burgič        | Gorica          |
| 6   |  |  | Matej Podlogar      | Celje           |
| 6   |  |  | Leo Štulac          | Koper           |

## Verdetti finali
- Olimpia Lubiana campione di Slovenia e ammesso alla UEFA Champions League 2016-2017.
- Maribor, Domžale e Gorica ammessi alla UEFA Europa League 2016-2017.
- Krka retrocesso in 2. SNL.